# Гомес Регаладо, Амаранта
Амаранта Гомес Регаладо (исп. Amaranta Gómez Regalado; род. 7 ноября 1977, Хучитан-де-Сарагоса, Оахака) — мексиканская социальная исследовательница и социальный антрополог из народа сапотеков, политический кандидат, активистка за профилактику ВИЧ, обозревательница и пропагандистка доколумбовой культурной идентичности коренных народов. Представляет специфическую сапотекскую гендерную идентичность, считающуюся третьим полом (муши).

## Биография
Гомес родилась в 1977 году в сапотекской деревне недалеко от города Хучитан-де-Сарагоса и границы с Гватемалой и приняла имя Амаранта в подростковом возрасте, после прочтения знаменитого романа колумбийского писателя Габриэля Гарсиа Маркеса «Сто лет одиночества».
В старших классах школы Гомес Регаладо изучала языки и театральное искусство в Веракрусе. Затем она объездила несколько штатов на юге Мексики с травести-шоу.
В октябре 2002 года в результате автомобильной аварии она получила перелом левой руки, в результате которого её пришлось ампутировать.
В 2015 году ей удалось изменить свою гендерную идентичность в свидетельстве о рождении, что позволило ей изменить другие официальные документы, включая паспорт. Это стало возможным благодаря реформам, одобренным Законодательным собранием Мехико, которые позволили людям законно менять свою гендерную принадлежность в свидетельстве о рождении, пройдя только административную процедуру.
С 2011 по 2016 год она изучала социальную антропологию в Университете Веракруса. Её дипломная работа называлась «Гвендаранаксии (Guendaranaxhii): сообщество муше перешейка Теуантепек и эмоционально-эротические отношения».

## Активизм и политика
В возрасте 25 лет Гомес Регаладо приобрела не только национальную, но и международную известность как кандидат от левоцентристской партии «Возможная Мексика» (México Posible) на выборах в Федеральный конгресс от Оахаки в 2003 году. Её широкая программа включала призывы к декриминализации марихуаны и абортов. Она стала первым трансгендерным кандидатом на всеобщих выборах в Мексике, однако не завоевала место в парламенте. Также она является членом Государственного комитета по борьбе с гомофобией.

## Признание
В её честь названа школа Escuela Amaranta Gómez Regalado в Сантьяго, столице Чили.